# Amy Poehler
Amy Meredith Poehler (Burlington, 16 september 1971) is een Amerikaans comédienne, actrice, filmregisseur en -producent. Ze won in 2014 een Golden Globe voor haar hoofdrol als Leslie Knope in de comedyserie Parks and Recreation. Poehler behoorde van 2001 tot en met 2008 tot de cast van het sketchprogramma Saturday Night Live, waarna ze stopte als vast groepslid vanwege de geboorte van haar eerste kind. Ze was in 2008 het eerste lid van Saturday Night Live ooit dat genomineerd werd voor een Primetime Emmy Award in de categorie 'beste bijrolspeelster in een comedyserie'. In 2015 kreeg Poehler voor haar televisiewerk een ster op de Hollywood Walk of Fame.

## Jeugd
Poehler is een dochter van Eilin en Bill Poehler, die allebei leraar zijn. In 1993 studeerde ze af aan het Boston College. Ze was toen lid van de oudste improvisatievereniging in Amerika, My Mother's Fleabag.
Nadat ze afstudeerde, verhuisde ze naar Chicago, waar ze op de Second City University improvisatie studeerde met haar vriendin en toekomstig collega Tina Fey. Ze studeerde daarnaast aan de ImprovOlympic met Del Close, waar ze later ook les gaf.

## Carrière

### Upright Citizens Brigade(1996–2000)
Tijdens haar jaren aan Second City studeerde Poehler met Matt Besser, die werkte bij het programma Upright Citizen Brigade. Terwijl de groep uit verschillende castleden bestond, kwam Poehler er zonder casting bij door veel om te gaan met Walsh. De twee, samen met nog anderen, traden op in de omgeving van Chicago met improvisatievoorstellingen. In 1996 verhuisden ze allemaal naar New York.
In 1998 had het viertal samen met de rest The Upright Citizen Brigade een half uur durende sketchshow op Comedy Central. Deze serie liep drie seizoenen op televisie en bleef daarna actief in de nationale theaters.

### Saturday Night Live(2001–2008)
Poehler trad in het seizoen 2001-2002 voor het eerst in Saturday Night Live (SNL) op. Haar eerste optreden was in de eerste aflevering na 11 september, waarin de show gepresenteerd werd door Reese Witherspoon en Alicia Keys optrad. Rudy Giuliani, de toenmalige burgemeester van New York, was te gast. Poehler had in de eerste paar afleveringen enkel bijrollen, maar werd in het seizoen daarna gepromoveerd tot volledig castlid van SNL. Zij was na Eddie Murphy en Harry Shearer de derde persoon ooit die deze promotie ontving.
In het seizoen 2004-2005 was ze voor het eerst copresentatrice het segment Weekend Update, samen met oude bekende Tina Fey. In een interview met TV Guide vertelde Fey dat er "Dubbele seksuele spanning" in het segment ontstond. Toen Fey een seizoen later SNL verliet om te gaan werken aan haar serie 30 Rock, verving Seth Myers haar als co-presentator en werd Poehler eerste presentatrice.
Op 13 september 2008 opende het seizoen van Saturday Night Live met een segment waarin Poehler en Fey tijdens in presidentiële promotievideo als Hillary Clinton en Sarah Palin de wereld toespraken. Ze speelden allebei geobsedeerde presidentiële kandidaten. Dit was niet live, wat ongewoon is voor SNL.
Op 16 september 2008 werd officieel aangekondigd dat Poehler SNL zou verlaten in oktober omdat ze haar eerste kind verwachtte. Op 25 oktober kondigde haar co-presentator Myers tijdens het segment Weekend Update aan dat Poehler er niet was omdat ze aan het bevallen was. Aan het einde van de aflevering zongen Maya Rudolph en Kenan Thompson het lied Can't take my eyes of you, waarin ze de woorden "We love you Amy, and we just can't wait to meet your baby" zongen als afsluitende zin. Aan het einde van de show zei Myers "For Weekend Update I'm Seth Meyers - we love you Amy!", waarna de aflevering eindigde.
Poehler kwam sindsdien nog verschillende keren terug in afleveringen van SNL, vooral als Hillary Clinton tijdens speciale segmenten, gebaseerd op momenten die in de presidentiële verkiezing gebeurden. Twee maanden na haar bevalling op 13 december deed Poehler nog één keer de Weekend Update. Ze beëindigde haar laatste SNL en Weekend Update met een bedankje aan haar familie, vrienden en fans die haar hadden gesteund tijdens haar zwangerschap.

### Parks and Recreation(2009–2015)
Na haar werk bij Saturday Night Live verhuisde Poehler naar Los Angeles, waar ze de hoofdrol van Leslie Knope aannam in de comedyserie Parks and Recreation op NBC. Samen met Greg Daniels en Michael Schur deed ze naast haar acteerwerk ook aan producen, schrijven en regisseren. Poehler heeft meerdere malen gezegd dat ze haar cast "de beste op televisie [vindt], comedy of drama." Parks and Recreation zond haar finale uit op 24 februari 2015. 

### Yes Please(2014)
Eind 2014 bracht Poehler een boek uit, Yes Please, een New York Times bestseller. In het boek vertelt Poehler op een humoristische manier over haar carrière: haar ervaringen bij de improvisatietheaters Second City in Chicago en Upright Citizens Brigade in New York, dat ze zelf mee oprichtte; haar werk bij Saturday Night Live en haar rol in Parks and Recreation. Daarnaast biedt ze ook haar wijze raad en haar eigen kijk op de wereld (vergelijkbaar met haar website en YouTubekanaal Amy Poehler's Smart Girls at The Party).

## Filmografie
*Exclusief televisiefilms
| - Inside Out 2 (2024, stem) - First Time Female Director (2023, tevens producent) - Moxie (2021, tevens regie en producent) - Wine Country (2019, tevens regie, verhaal en executive producer) - The House (2017) - Sisters (2015) - Inside Out (2015, stem) - Anchorman 2: The Legend Continues (2013) - Free Birds (2013, stem) - You Are Here (2013) - A.C.O.D. (2013) - Alvin and the Chipmunks: Chipwrecked (2011, stem) - Hoodwinked Too! Hood vs. Evil (2011, stem) - Arrietty (2010, stem US-versie) - Freak Dance (2010) - Alvin and the Chipmunks: The Squeakquel (2009, stem) - Monsters vs. Aliens (2009, stem) - Spring Breakdown (2009) - Baby Mama (2008) | - Horton Hears a Who! (2008, stem) - Hamlet 2 (2008) - Wild Girls Gone (2007) - Mr. Woodcock (2007) - Shrek the Third (2007, stem) - On Broadway (2007) - Blades of Glory (2007) - Girl Missing (2007) - Fast Track (2006) - Tenacious D in: The Pick of Destiny (2006) - Southland Tales (2006) - Wake Up, Ron Burgundy: The Lost Movie (2004) - Envy (2004) - Mean Girls (2004) - The Devil and Daniel Webster (2004) - Martin & Orloff (2002) - Wet Hot American Summer (2001) - Deuce Bigalow: Male Gigolo (1999) - Saving Manhattan (1998) - Tomorrow Night (1998) |

## Televisieseries
*Exclusief eenmalige gastrollen
- Dream Productions - Joy (2024, stem in vier afleveringen)
- Parks and Recreation - Leslie Knope (2009-2015, 125 afleveringen)
- The Mighty B! - stem Bessie Higgenbottom (2008-2011, 37 afleveringen)
- Saturday Night Live - Verschillende (2001-2010, 144 afleveringen)
- Wonder Showzen - Miss Mary (2006, twee afleveringen)
- The Simpsons stem Jenda (2005, twee afleveringen)
- Arrested Development - Bride of Gob (2004-2005, vijf afleveringen)
- Undeclared - Hillary (2002, twee afleveringen)
- Upright Citizens Brigade - Colby (1998-2000, dertig afleveringen)

## Privé
Poehler trouwde in 2003 met acteur Will Arnett, met wie ze zowel in 2008 als 2009 een zoon kreeg. Arnett en Poehler waren meermaals samen op het scherm te zien. Zo speelde hij haar echtgenoot in vijf afleveringen van Arrested Development, haar broer in Blades of Glory en was hij net als haar te zien in Spring Breakdown en Girl Missing. In de Amerikaanse sitcom Parks and Recreation hadden Poehler en Arnett in seizoen 2 een blind date. Daarnaast spraken ze allebei een stem in voor Horton Hears a Who! en Monsters vs Aliens. In 2012 beëindigden de twee hun huwelijk.
- Bibsys: 9030760
- Biblioteca Nacional de España: XX5487131
- Bibliothèque nationale de France: cb169560450 (data)
- CiNii: DA1844600X
- Gemeinsame Normdatei: 142428078
- International Standard Name Identifier: 0000 0001 1488 9726
- Library of Congress Control Number: no2005005507
- MusicBrainz: c324e613-44d6-4b56-9040-19eecf90af06
- Nationale Bibliotheek van Tsjechië: kv2015891222
- Nationale bibliotheek van Australië: 53733653
- Nationale Bibliotheek van Israël: 987007330703805171
- Nederlandse Thesaurus van Auteursnamen: 397184093
- Trove: 1537704
- Virtual International Authority File: 24324981
- WorldCat: E39PBJhRMm7VBd49g4fcvvrrMP